# Ben Coleman
Benjamin Coleman III, detto Ben (Minneapolis, 14 novembre 1961 – Minneapolis, 6 gennaio 2019), è stato un cestista statunitense, professionista nella NBA, in Italia e in Spagna.
Era lo zio di Dan Coleman.

## Carriera
Venne selezionato dai Chicago Bulls al secondo giro del Draft NBA 1984 (37ª scelta assoluta).